# Eidgenössische Volksinitiative «Ja zum Tier- und Menschenversuchsverbot – Ja zu Forschungswegen mit Impulsen für Sicherheit und Fortschritt»
Die eidgenössische Volksinitiative «Ja zum Tier- und Menschenversuchsverbot – Ja zu Forschungswegen mit Impulsen für Sicherheit und Fortschritt», kurz auch Tierversuchsverbots-Initiative genannt, wurde am 18. März 2019 vom Komitee «IG Tierversuchsverbots-Initiative» bei der schweizerischen Bundeskanzlei eingereicht. Sie forderte ein bedingungsloses Verbot von Tierversuchen sowie von Forschung am Menschen und zusätzlich ein Handels- bzw. Importverbot von Produkten, die ganz oder auch in Teilen durch Tierversuche entwickelt wurden. Die Volksinitiative wurde am 13. Februar 2022 Volk und Ständen zur Abstimmung unterbreitet.

## Initiative

### Wortlaut
Art. 80 Abs. 2 Bst. b, 3 und 4
2 Er [der Bund] regelt insbesondere:
b. Aufgehoben
3 Tierversuche und Menschenversuche sind verboten. Tierversuche gelten als Tierquälerei bis hin zum Verbrechen. Dies und alles Nachfolgende gelten sinngemäss für Tier- und Menschenversuche:
a. Erstanwendung ist nur zulässig, wenn sie im umfassenden und überwiegenden Interesse der Betroffenen (Tiere wie Menschen) liegt; die Erstanwendung muss zudem erfolgversprechend sein und kontrolliert und vorsichtig vollzogen werden.
b. Nach Inkrafttreten des Tierversuchsverbotes sind Handel, Einfuhr und Ausfuhr von Produkten aller Branchen und Arten verboten, wenn für sie weiterhin Tierversuche direkt oder indirekt durchgeführt werden; bisherige Produkte bleiben vom Verbot ausgenommen, wenn für sie keinerlei Tierversuche mehr direkt oder indirekt durchgeführt werden.
c. Die Sicherheit für Mensch, Tier und Umwelt muss jederzeit gewährleistet sein; falls dazu bei Neuentwicklungen respektive Neueinfuhren keine amtlich anerkannten tierversuchsfreien Verfahren existieren, gilt ein Zulassungsverbot für das Inverkehrbringen respektive ein Verbot der Ausbringung und Freisetzung in der Umwelt.
d. Es muss gewährleistet sein, dass tierversuchsfreie Ersatzansätze mindestens dieselbe staatliche Unterstützung erhalten wie vormals die Tierversuche.
4 Für den Vollzug der Vorschriften sind die Kantone zuständig, soweit das Gesetz ihn nicht dem Bund vorbehält.
Art. 118b Abs. 2 Bst. c und 3
2 Für die Forschung in Biologie und Medizin mit Personen beachtet er [der Bund] folgende Grundsätze:
c. Aufgehoben
3 Forschungsvorhaben müssen den Anforderungen von Artikel 80 Absatz 3 Buchstabe a genügen.
Art. 197 Ziff. 122
12. Übergangsbestimmung zu Art. 80 Abs. 2 Bst. b, 3 und 4 sowie Art. 118b Abs. 2 Bst. c und 3 (Tierversuchsverbot und Menschenversuchsverbot)

### Initiativkomitee
Hinter dem Initiativkomitee, dem neun Personen angehörten, stand der Trägerverein «IG Tierversuchsverbots-Initiative CH». Co-Präsident und Co-Präsidentinnen waren Renato Werndli, Irene Varga und Luzia Osterwalder, alle im Kanton St. Gallen wohnhaft.

### Argumente der Initianten
Ethisch sei das Versuchen an Tieren nicht zu vertreten, da Tiere genau wie Menschen Leid und Schmerz zu verspüren vermögen. Diese Versuche seien zudem, was den medizinisch-wissenschaftlichen Fortschritt angeht, nicht nötig, denn man könne die Wirksamkeit eines Arzneistoffes an Tieren nicht mit der Wirksamkeit an Menschen vergleichen. Dies beweise ein Bericht der EU, der aufzeigt, dass nur 5 % der angeblich wirkungsvollen Medikamente, die in der Phase des Tierversuches Bestand gehabt haben, auch beim Menschenversuch Bestand haben. Tierversuche hätten somit kein wissenschaftliches Fundament, das deren Wirkung zeigt, und seien nur juristisch sowie ökonomisch rentabel, erwiesen der Medizin jedoch keinen Dienst – so das Initiativkomitee. Dies treffe auch auf Menschenversuche zu, die laut dem Initiativkomitee bestenfalls vage Durchschnittswerte liefern können, die aber im Zeitalter der «individuellen Medizin» obsolet seien. Zugleich sehe das Initiativkomitee neue Möglichkeiten, wenn man auf Tierversuche verzichtet, weil jetzt innovative Unternehmungen von der wachsenden Nachfrage profitierten.

## Behandlung der Initiative

### Einreichung der Initiative
Die formale Vorprüfung durch die Bundeskanzlei fand am 19. September 2017 statt. Das Sammeln der Unterschriften durfte vom 3. Oktober 2017 bis zum 3. April 2019 erfolgen; eingereicht wurde die Volksinitiative jedoch schon am 18. März 2019 mit 124'277 Unterschriften, von denen 123'640 gültig waren. Das Zustandekommen der Initiative verfügte die Bundeskanzlei – gestützt auf Art. 68, Art. 69, Art. 71 sowie Art. 72 BPR – am 9. April 2019, da für sie die nach Art. 139 BV nötigen 100'000 Unterschriften gesammelt worden waren.

### Botschaft des Bundesrates
Am 13. Dezember 2019 veröffentlichte der Bundesrat seine Botschaft, in der er der Bundesversammlung beantragte, die Initiative ohne Gegenentwurf Volk und Ständen zur Ablehnung zu empfehlen. Der Bundesrat wies darauf hin, dass nach Annahme der Initiative Artikel 118b Absatz 2 Buchstabe c BV gestrichen werden soll. Dieser Artikel regelt die Bestimmungen für die Humanforschung: «Ein Forschungsvorhaben mit urteilsunfähigen Personen darf nur durchgeführt werden, wenn einerseits gleichwertige Erkenntnisse nicht mit urteilsfähigen Personen gewonnen werden können und wenn andererseits – in Fällen, in denen das Forschungsvorhaben keinen unmittelbaren Nutzen für die urteilsunfähigen Personen erwarten lässt – die Risiken und Belastungen nur minimal sind.» Unklar ist, weswegen nur die Forschung an urteilsunfähigen Personen in Artikel 118b gestrichen werden soll. Dies führe laut dem Bundesrat zu einer Rechtsunsicherheit, da in Artikel 80 BV ein totales Menschenversuchsverbot gefordert wird, in Artikel 118 aber nur die urteilsunfähigen Personen herausgenommen werden. Der Bundesrat geht weiter und meint, dass das Verbot in Artikel 80 die in Art. 20 BV garantierte Forschungsfreiheit tangiere. Dies sei auf die vage Definition des Begriffes «Menschenversuch» zurückzuführen. Versteht man etwa darunter «Versuche am Menschen», so wäre jegliche Forschung – nicht nur medizinisch-invasive Forschung, sondern auch Forschung in der Soziologie, Psychologie etc.– untersagt.
Das geforderte Handels- und Importverbot in Artikel 80 Absatz 3 beträfe Produkte, die mit «indirekten Tierversuchen» hergestellt worden sind. Dies wären nebst Arzneimitteln auch Chemikalien, Pflanzenschutzmittel und Biozidprodukte. Diese Gruppe an betroffenen Gütern könnte sich um einiges vergrössern, wenn auch Produkte dazugehören, an denen «Menschenversuche» durchgeführt wurden, denn jene werden nicht explizit in Artikel 80 erwähnt. Weil dies aber gemäss Einleitung sowohl für Menschen- als auch für Tierversuche gelte, könne man das annehmen. Das erwähnte Handels- und Importverbot stehe in direktem Widerspruch zu handelspolitischen Verpflichtungen, die die Schweiz mit der WTO, der EU und den Ländern hat, mit denen die Schweiz ein Handelsabkommen abgeschlossen hat.

### Beratung im Parlament
Im Nationalrat sprachen sich sämtliche Fraktionen für die Ablehnung der Initiative aus. Zwei Anträge auf Rückweisung an die Kommission für Wissenschaft, Bildung und Kultur (WBK-NR) kamen jedoch von SP und Grünen. Der erste verlangte die Ausarbeitung eines indirekten Gegenentwurfs auf Gesetzesstufe, nach dem all diejenigen Tierversuche verboten werden sollen, deren Wirksamkeit nicht bewiesen werden kann. Dieser scheiterte mit 110 zu 81 Stimmen. Der zweite Rückweisungsantrag von Katja Christ (GLP, BS) verlangte einen indirekten Gegenentwurf, der mehr Anreize für die Entwicklung von Forschungsmethoden, die keine Tierversuche erfordern, schaffen soll. Er wurde auch mit 106 zu 85 Stimmen abgelehnt. Eine Kommissionsminderheit der WBK-NR aus SP und Grünen schlug einen direkten Gegenvorschlag vor, der eine Förderung von tierversuchsfreien Forschungsprojekten sowie einen Ausstiegsplan für «belastende Tierversuche» forderte.
Im Ständerat wurde argumentiert, dass die Volksinitiative eine Gefahr für den Forschungsstandort Schweiz bedeute und dass die Versorgung der Bevölkerung mit Medikamenten und Arzneistoffen nach Annahme der Initiative nicht mehr gewährleistet sei. Sie lasse zudem keinen Spielraum offen für eine Güterabwägung zwischen dem Tierschutz auf der einen Seite und dem wissenschaftlichen Fortschritt auf der anderen Seite.
In den Schlussabstimmungen vom 18. Juni 2021 war die Initiative chancenlos und wurde vom Nationalrat mit 195 zu 0 Stimmen, im Ständerat mit 42 zu 0 Stimmen bei zwei Enthaltungen zur Ablehnung empfohlen.

## Meinungsumfragen
| Institut  | Auftraggeber | Datum                              | Befragte | Ja | Eher Ja | Unentschieden Keine Antwort | Eher Nein | Nein |
| --------- | ------------ | ---------------------------------- | -------- | -- | ------- | --------------------------- | --------- | ---- |
| LeeWas    | Tamedia      | 3. Januar – 4. Januar 2022         | 13'120   | 19 | 15      | 5                           | 17        | 44   |
| gfs. Bern | SRG SSR      | 17. Dezember 2021 – 3. Januar 2022 | 8819     | 19 | 26      | 7                           | 22        | 26   |
| LeeWas    | Tamedia      | 17. Januar – 18. Januar 2022       | 13’342   | 18 | 9       | 2                           | 12        | 59   |
| LeeWas    | Tamedia      | 27. Januar – 28. Januar 2022       | 10'363   | 14 | 4       | 2                           | 7         | 73   |

Bemerkungen: Angaben in Prozent. 

## Volksabstimmung
Der Bundesrat legte am 13. Oktober 2021 fest, dass die Volksabstimmung über die Initiative am 13. Februar 2022 stattfindet.

### Haltungen
Von den acht grössten Parteien der Schweiz beschlossen FDP, Grüne, SVP, EVP, SP, EDU, GLP und Die Mitte die Nein-Parole.

### Ergebnisse
| Kanton                           | Ja (%)  | Nein (%) | Beteiligung (%) |
| -------------------------------- | ------- | -------- | --------------- |
| Zürich                           | 20,32 % | 79,68 %  | 47,50 %         |
| Bern                             | 21,23 % | 78,77 %  | 45,47 %         |
| Luzern                           | 18,90 % | 81,10 %  | 46,30 %         |
| Uri                              | 17,42 % | 82,58 %  | 37,50 %         |
| Schwyz                           | 17,71 % | 82,29 %  | 47,48 %         |
| Obwalden                         | 16,65 % | 83,35 %  | 46,86 %         |
| Nidwalden                        | 16,79 % | 83,21 %  | 48,20 %         |
| Glarus                           | 22,18 % | 77,82 %  | 44,23 %         |
| Zug                              | 17,37 % | 82,63 %  | 50,67 %         |
| Freiburg                         | 20,65 % | 79,35 %  | 38,95 %         |
| Solothurn                        | 20,97 % | 79,03 %  | 42,08 %         |
| Basel-Stadt                      | 20,02 % | 79,98 %  | 48,62 %         |
| Basel-Landschaft                 | 19,20 % | 80,20 %  | 43,77 %         |
| Schaffhausen                     | 25,63 % | 74,37 %  | 66,17 %         |
| Appenzell Ausserrhoden           | 23,72 % | 76,28 %  | 46,53 %         |
| Appenzell Innerrhoden            | 18,27 % | 81,73 %  | 40,21 %         |
| St. Gallen                       | 21,95 % | 78,05 %  | 42,74 %         |
| Graubünden                       | 22,05 % | 77,95 %  | 40,31 %         |
| Aargau                           | 19,99 % | 80,01 %  | 42,08 %         |
| Thurgau                          | 22,12 % | 77,88 %  | 42,02 %         |
| Tessin                           | 31,47 % | 68,53 %  | 43,68 %         |
| Waadt                            | 18,38 % | 81,62 %  | 42,55 %         |
| Wallis                           | 18,62 % | 81,38 %  | 41,94 %         |
| Neuenburg                        | 22,36 % | 77,64 %  | 38,58 %         |
| Genf                             | 24,22 % | 75,78 %  | 40,69 %         |
| Jura                             | 22,87 % | 77,13 %  | 36,33 %         |
| Schweizerische Eidgenossenschaft | 20,92 % | 79,08 %  | 44,19 %         |